# Priscila Perales
Priscila Perales  (Monterrey, Mexikó, 1983. február 24. –) mexikói modell, színésznő.

## Élete és pályafutása
1983. február 24-én született Monterreyben. 2005-ben megnyerte a Miss Mexikó, majd 2007-ben a Miss International szépségversenyeket. 2010-ben az Eva Luna című teleregényben Liliana szerepét játszotta. 2012-ben ő alakította Nelly-t a Több mint testőrben. Ugyanebben az évben megkapta Eliana szerepét a Pasión prohibida című teleregényben.

## Filmográfia

### Telenovellák
| Év        | Eredeti Cím        | Cím              | Szerep         | Magyar hang   |
| --------- | ------------------ | ---------------- | -------------- | ------------- |
| 2010-2011 | Eva Luna           | Eva Luna         | Liliana Solís  | Csuha Borbála |
| 2012      | Corazón valiente   | Több mint testőr | Nelly          | Czető Zsanett |
| 2012-2013 | Pasión prohibida   |                  | Eliana Ramírez |               |
| 2014      | Reina de Corazones | Emlékezz, Reina! | Delfina Ortíz  | Dögei Éva     |